# Motor G60
El motor G60 era un motor de gasolina de 4 cilindros en línea con compresor, fabricado por Volkswagen (VW) que equipó a varios de sus vehículos entre agosto de 1988 y julio de 1993.
Un motor G40 más pequeño del mismo diseño había sido instalado previamente en el Volkswagen Polo II G40 entre agosto de 1986 y julio de 1994.

## Diseño y especificaciones

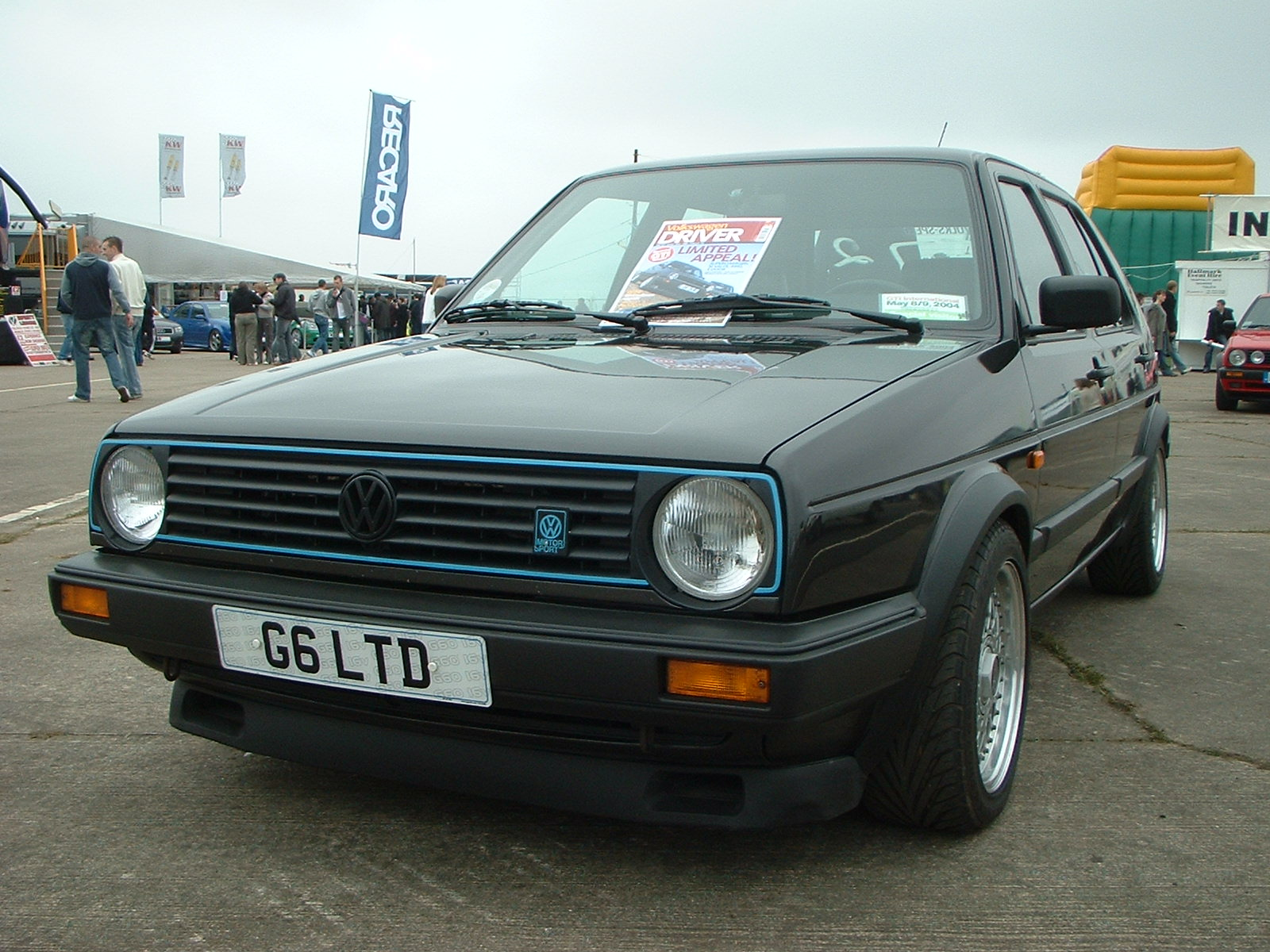
Un raro Volkswagen Golf II G60 Limited, uno de los 71 producidos

El G60 es un motor de combustión interna de 1.8 litros (1781 cm³), con 8 válvulas (dos por cilindro) y una potencia de 158 CV (116 kilovatios). Aunque estaba basado en el motor EA827 existente, incorporó numerosas modificaciones por lo que habitualmente se le considera de forma separada de otros propulsores producidos por Volkswagen.
Su nombre proviene del compresor G (G-Lader) que incorporaba, el cual tenía un diámetro de admisión de 60 mm (2,36 pulgadas), de ahí el nombre «G60». Este tipo de bomba de aire, que se destaca por su bajo nivel de ruido y alta eficiencia, se patentó el 3 de octubre de 1905 por Léon Creux de Francia (Patente de EE. UU. 801.182).
Sin embargo, debido a los métodos de producción imprecisos de la época, no fue fabricable por un largo tiempo, ya que el desplazador (descrito a continuación) entra dentro del compresor décimas de milímetro de la pared de la carcasa sin hacer contacto. Solo con los métodos de ingeniería más avanzadas de la década de 1980, llegó a ser posible producir el G-Lader.
El motor G60 debutó en agosto de 1988 en el Volkswagen Passat B3 G60 salón, y el Volkswagen Golf II G60 Limited hatchback. En el Golf G60, fue capaz de propulsar el vehículo desde 0 a 100 km/h (62 millas por hora) en 6,4 segundos, alcanzando una velocidad máxima de 216 km/h (134 millas por hora), convirtiéndose en el Volkswagen Golf más potente jamás producido hasta que VW lanzó el Mk4 R32 con 241 CV (177 kilovatios) en 2003.
Este motor debutó en septiembre de 1989 en el Volkswagen Corrado, el cual aceleraba de 0 a 100 km/h (62 millas por hora) en 8,3 s y tenía una velocidad máxima de 225 km/h (140 millas por hora). En 1989 fue adaptado al Volkswagen Passat y al Golf Mk.II, haciendo que este último alcanzara los 100 km/h (62 millas por hora) en 7,8 s y una velocidad máxima de 216 km/h (134 millas por hora). En los Estados Unidos únicamente fue utilizado en el Corrado, siendo sustituido en 1992 por el más potente VR6.
La variante 4x4 del Golf G60, llamada Golf Rallye, también llevaba el G60 de 8 válvulas, pero con una cilindrada reducida a 1763 cm³ para conseguir su homologación en competición. La potencia se mantenía en 158 CV (116 kilovatios).
Una versión de 16 válvulas del G60 fue usada en el Golf Limited, del que solo se produjeron 71 unidades. La potencia se aumentó a 207 CV (152 kilovatios) pudiendo ahora alcanzar los 100 km/h (62 millas por hora) en 6,4 s, con una velocidad máxima de 247 km/h (153 millas por hora).
Los motores G60, igual que cualquier motor con compresor o turbocompresor, eran muy sensibles a la temperatura del aire y, por tanto, sus prestaciones dependían mucho del tiempo atmosférico. Algunos modelos, como el Corrado o algunas variantes del Golf/Golf Rallye, llevaban el intercooler mejor situado y de mayor tamaño con lo que obtenían mejores prestaciones que la versión estándar.

### Aplicaciones
- Volkswagen Corrado G60
- Volkswagen Passat B3 G60
- Volkswagen Golf II Rallye
- Volkswagen Golf II GTI
- Volkswagen Golf II G60 Limited

## Motor G40

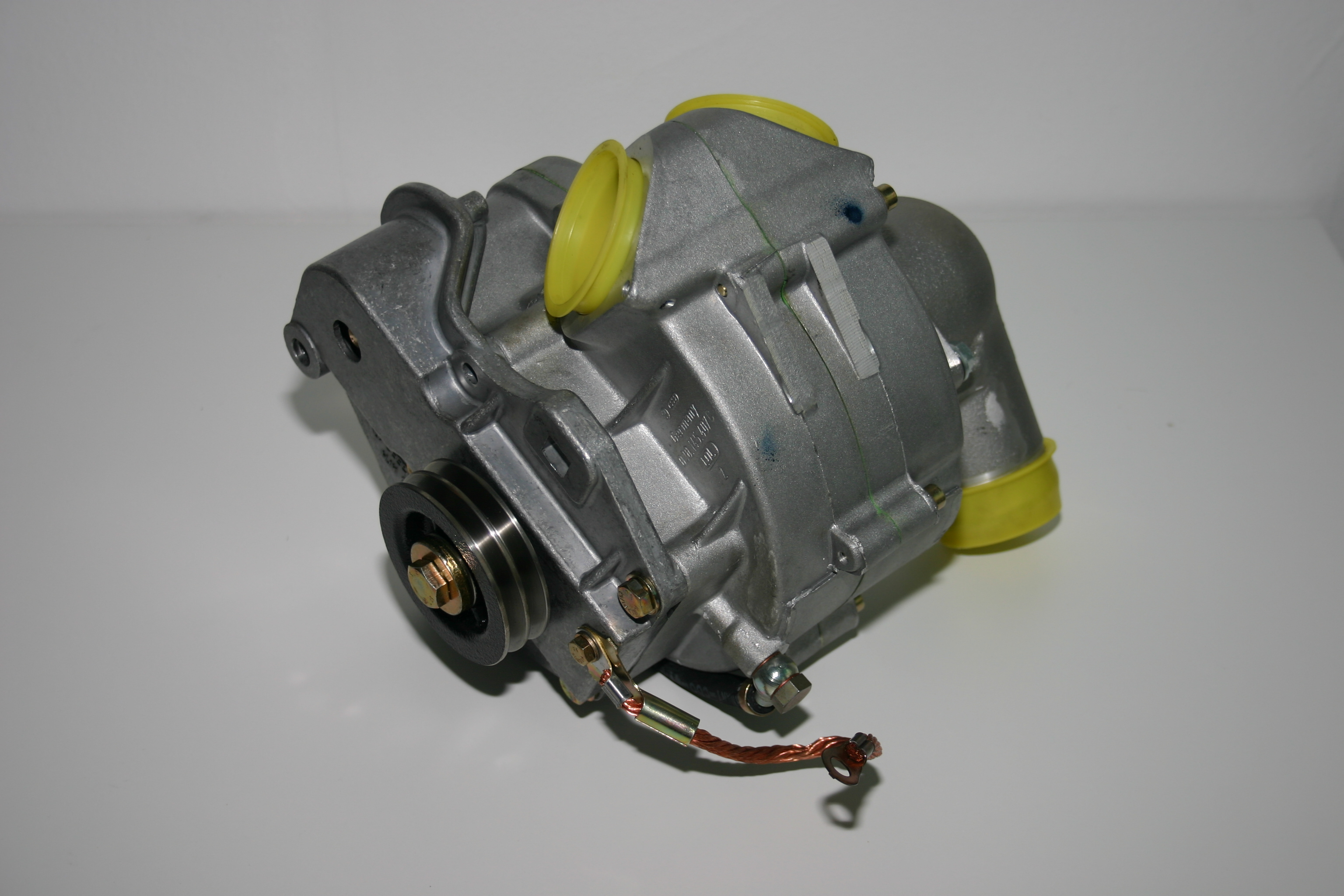
Un supercargador G-Lader de un Volkswagen Polo G40

Una versión más pequeña del G60, llamada G40, fue usada en el Volkswagen Polo G40. Tenía una potencia máxima de 114 CV (84 kilovatios) y podía impulsar el coche de 0-100 km/h (62 millas por hora) en 7,5 y 8,5 segundos, y velocidades máximas sobre los 195 km/h (121 millas por hora).
Basado en el motor de combustión interna de bloque pequeño EA111 de 1,3 litros (código de identificación del motor: PY), desplazaba 1.272 cm³ (77,6 plg³) desde un diámetro interior del cilindro de 75 mm (2,95 pulgadas) y una carrera del pistón de 72 mm (2,83 pulgadas). El supercargador G-Lader G40S tenía un diámetro de entrada de 40 mm (1,6 pulgadas), de ahí el nombre «G40». Este motor G40 produce una potencia máxima de 116 CV (85 kilovatios) a 6.000 rpm, que genera una fuerza de giro de par de 148 Nm (109 lb-ft) a 3.600 rpm. Sus registros de los 0-100 km/h (62 millas por hora) fueron entre los 7,5 y 8,5 segundos, y velocidades máximas entre los 195 km/h (121 millas por hora) y 230 km/h (143 millas por hora).
Este motor del Volkswagen Group ha ganado varios premios de gran prestigio en el «Motor Internacional del Año».

### Aplicaciones
- Volkswagen Polo II G40